# David Boyle
Lord David Boyle (Irvine, 26 luglio 1772 – Middlesex, 4 febbraio 1853) è stato un politico scozzese.

## Biografia
Era il figlio del reverendo Patrick Boyle, figlio di John Boyle, II conte di Glasgow, e di sua moglie, Elizabeth Dunlop, figlia di Alexander Dunlop.

## Carriera
Divenne avvocato nel 1793. È stato un deputato per Ayrshire (1807-1811) e servì come Procuratore generale di Scozia in quel periodo. Nel 1811, è stato nominato Senatore del Collegio di Giustizia. È stato Lord Justice Clerk (1811-1841) e Lord Justice General (1841-1852). Divenne un consigliere privato nel 1820.

## Matrimoni

### Primo Matrimonio
Sposò, il 24 dicembre 1804, Elizabeth Montgomerie (1774-14 aprile 1822), figlia di Alexander Montgomerie e Elizabeth Taylor. Ebbero sei figli:
- Patrick Boyle (29 marzo 1806-4 settembre 1874);
- Elizabeth Boyle (1807-20 luglio 1880), sposò James Hope, ebbero tre figli;
- Helen Boyle (1808-26 giugno 1869), sposò sir Charles Dalrymple-Fergusson, V Baronetto, ebbero nove figli;
- Alexander Boyle (9 marzo 1810-8 giugno 1884), sposò Agnes Walker, ebbero otto figli;
- John Boyle (9 settembre 1819-22 marzo 1907), sposò Jane Walrond, ebbero tre figli;
- William Boyle (25 gennaio 1821-14 febbraio 1874), sposò Louisa Catherine Parsons, ebbero due figli.

### Secondo Matrimonio
Sposò, il 17 luglio 1827, Catherine Campbell Smythe (?-25 dicembre 1880), figlia di David Smythe. Ebbero due figli:
- reverendo George David Boyle (17 maggio 1828-21 marzo 1901), sposò Mary Christiana Robins, non ebbero figli;
- Robert Boyle (2 dicembre 1830-29 agosto 1869), sposò Frances Fremoult Sankey, ebbero sei figli.

## Morte
Morì il 4 febbraio 1853, all'età di 80 anni, a Middlesex.
| Controllo di autorità | VIAF (EN) 4006695 · ISNI (EN) 0000 0000 3719 8277 · LCCN (EN) n87935051 |